# Episodi di Armstrong Circle Theatre (settima stagione)
La settima stagione della serie televisiva Teatro di Armstrong (Armstrong Circle Theatre) è stata trasmessa in anteprima negli Stati Uniti d'America dalla NBC tra il 2 ottobre 1956 e il 25 giugno 1957.
In Italia la stagione viene trasmessa da Telecapri News. La prima parte degli episodi (ep. 1-13) viene trasmessa dal 10 al 29 settembre 2011, per poi essere sorpressa a causa dei bassi ascolti. La seconda parte degli episodi (ep. 14-19) viene trasmessa dal 2 al 15 aprile 2012.
| nº | Titolo originale                          | Titolo italiano | Prima TV USA     | Prima TV Italia |
| -- | ----------------------------------------- | --------------- | ---------------- | --------------- |
| 1  | The Bystander                             |                 | 2 ottobre 1956   |                 |
| 2  | SOS from the Andrea Doria                 |                 | 16 ottobre 1956  |                 |
| 3  | Flare-Up                                  |                 | 30 ottobre 1956  |                 |
| 4  | Flight # 387 from Budapest                |                 | 13 novembre 1956 |                 |
| 5  | Search, Seizure and Arrest                |                 | 11 dicembre 1956 |                 |
| 6  | Operation Deep Freeze: Crash of the Otter |                 | 25 dicembre 1956 |                 |
| 7  | Divorcees Anonymous                       |                 | 8 gennaio 1957   |                 |
| 8  | The Freedom Fighters of Hungary           |                 | 22 gennaio 1957  |                 |
| 9  | Error in Judgement                        |                 | 5 febbraio 1957  |                 |
| 10 | The Trial of Poznan                       |                 | 19 febbraio 1957 |                 |
| 11 | Four Homes for Danny                      |                 | 19 marzo 1957    |                 |
| 12 | Arson: File #732                          |                 | 2 aprile 1957    |                 |
| 13 | Slow Assassination: Peron vs. La Prensa   |                 | 16 aprile 1957   |                 |
| 14 | Night Court                               |                 | 30 aprile 1957   |                 |
| 15 | Day of Disaster                           |                 | 14 maggio 1957   |                 |
| 16 | Three Cents Worth of Fear                 |                 | 28 maggio 1957   |                 |
| 17 | Counterfeit Inc.                          |                 | 11 giugno 1957   |                 |
| 18 | The Hunted                                |                 | 25 giugno 1957   |                 |
| 19 | The Vanished                              |                 | 16 aprile 1958   |                 |